# Amtshaus und Amtsgericht

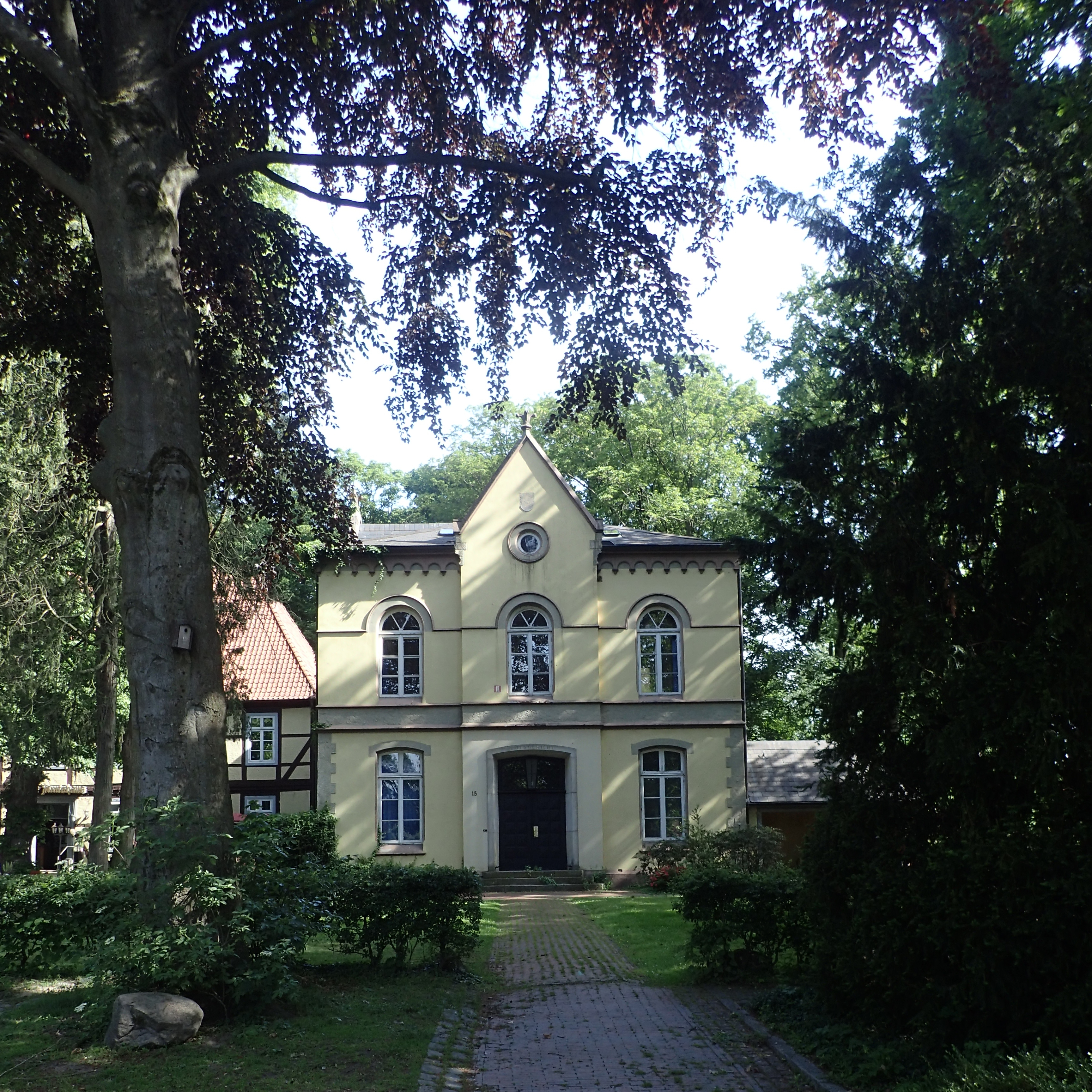
Früheres Amtsgerichtsgebäude

Die Gebäude ehemaliges Amtshaus und Amtsgericht sowie die Schließerei (Gefängnis) in Wildeshausen, Herrlichkeit 11 bis 15, zwischen Alexanderkirche und nördlichem Stadtwall stammen aus dem 18. bis 20. Jahrhundert. Heute ist in Nr. 13 die Gaststätte Altes Amtshaus.
Die Gebäude stehen unter Denkmalschutz.

## Geschichte
Die Gebäudegruppe besteht aus

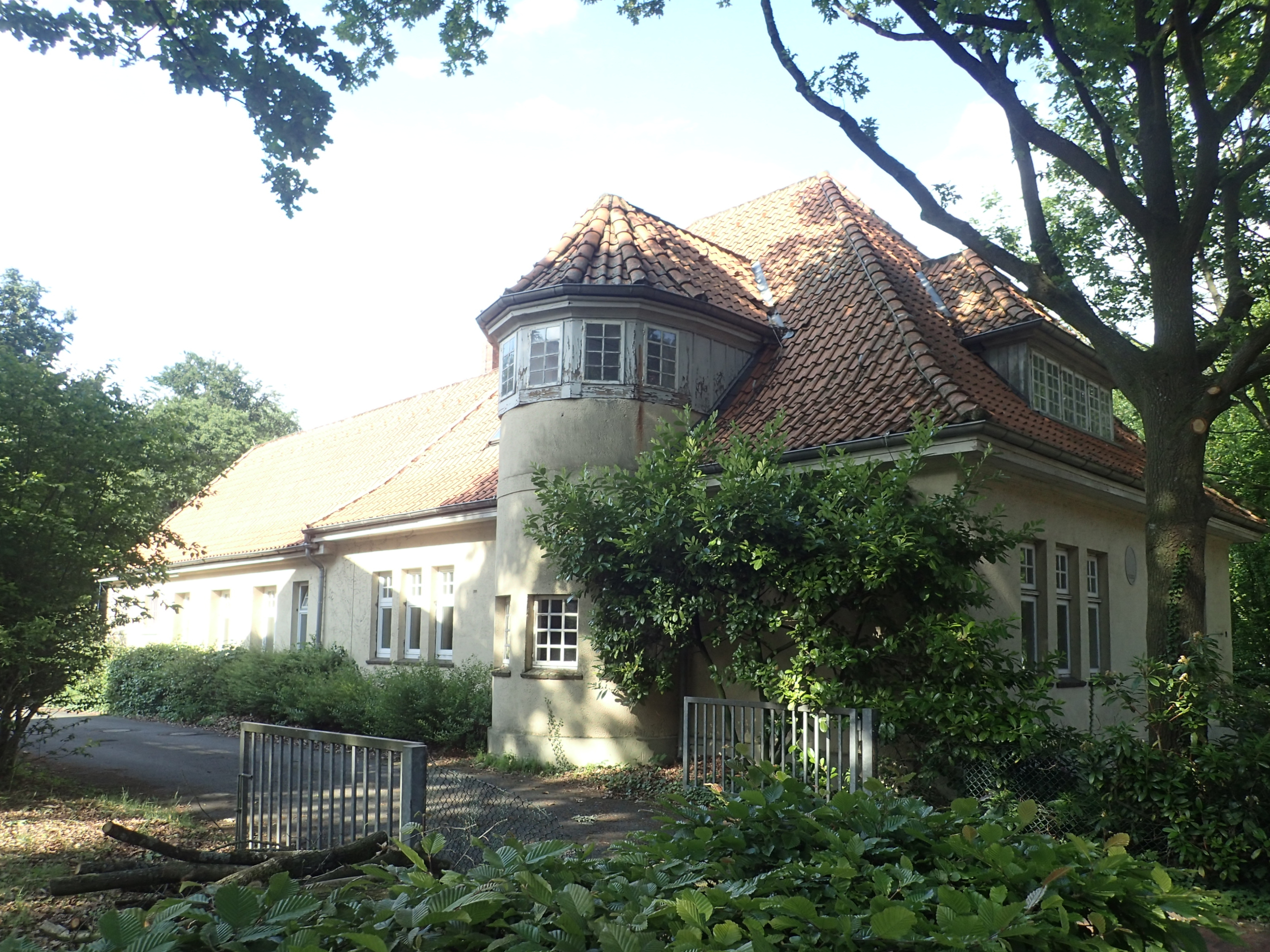
Alte Schließerei

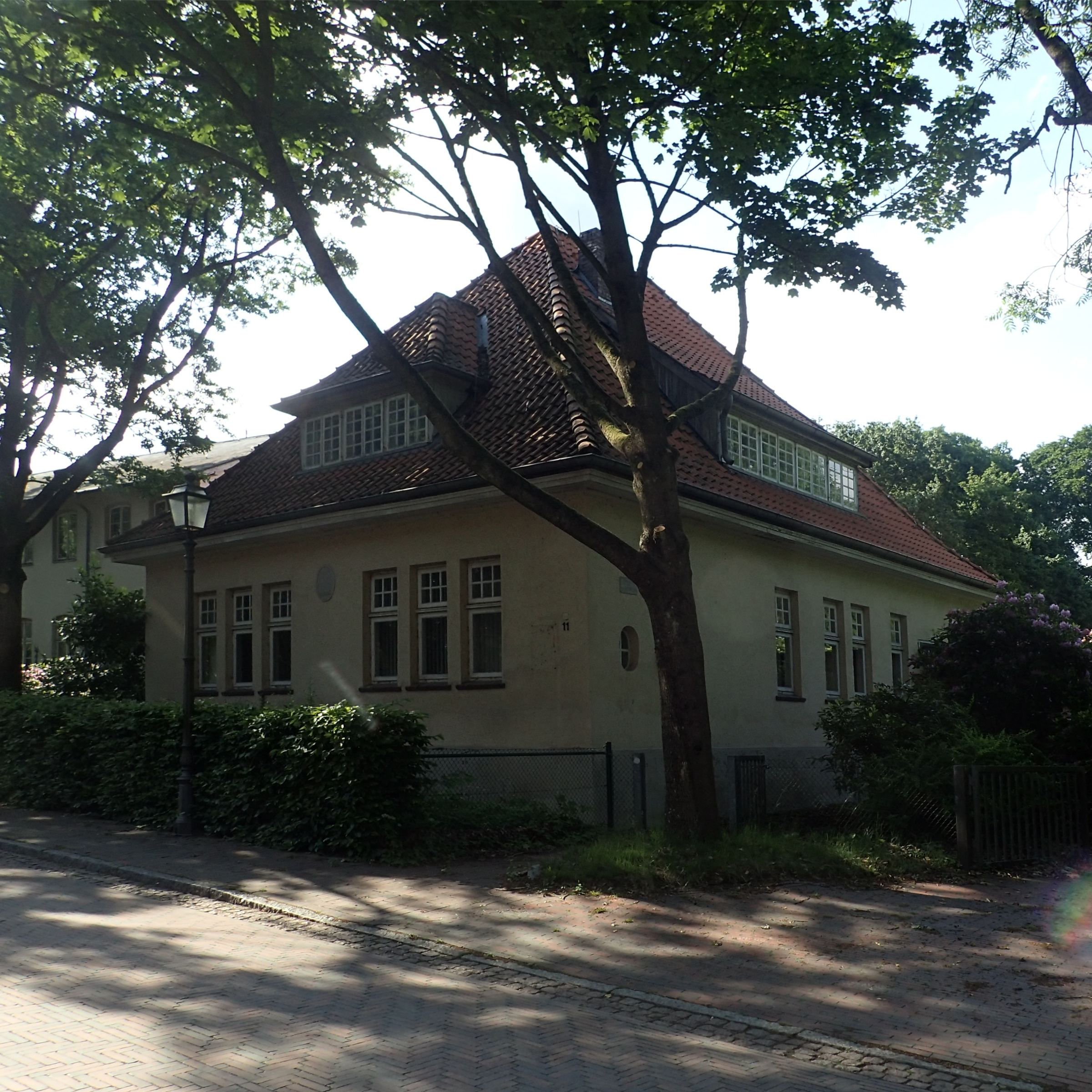
Herrlichkeit 11

- Nr. 13, dem zweigeschossigen siebenachsigen barocken Amtshaus von 1730 in Fachwerk mit verputzten Ausfachungen, mittigem Eingang hinter der Freitreppe und Walmdach nach Plänen von Hofbaumeister Johann Christian Böhm, Hannover; später war hier das Katasteramt und heute eine Gaststätte,[2]
- Nr. 15, dem zweigeschossigen verputzten Amtsgericht von 1898 mit dem Giebelrisalit mit Kreuzblume als Giebelschmuck, dem Walmdach, den segmentbogigen und den rundbogigen Fenstern, dem Traufgesims mit Bogenfries auf Konsolen und dem horizontalen Band im Obergeschoss, Nutzung durch Polizei von 1986 bis 2021,[3]
- Nr. 11, der eingeschossigen verputzten Alten Schließerei (Gefängnis) von 1909 mit zweigeschossigem halbrunden Standerker und mit Sattel-, Flach- und Walmdächern, erhaltener Grundrissstruktur, Innentüren und Holztreppe, im hinteren Trakt Gefängniszellen mit den Zellentüren; später als Arzthaus der benachbarten Gehörlosenschule genutzt und bis 2021 als Polizeiwache.[4]

Damit waren die hoheitlichen Funktionen des Oldenburgischen Amtes Wildeshausen an einer Stelle vereinigt worden. Die beiden letzteren Gebäude wurden ab 1972 durch die Polizeiverwaltung genutzt.
Amtshaus
Von 1730 bis 1803 ist das Amt Wildeshausen in seiner äußeren Gestalt nicht verändert worden. Die nachfolgenden Amt- bzw. Oberamtmänner waren die leitenden Verwaltungs- und Gerichtsbeamte: Eberhard von der Horst (1700–1715), Johann Heinrich Rupertshoff (1715–1724), Oberamtmann Johann Henrich (von) Hinüber (1724–1775), Oberamtmann Just Wilhelm Hinüber (1775–1908).
Johann Henrich Hinüber erreichte, dass Wildeshausen ein eigenes Amtshaus erhielt, nachdem das zur Miete bewohnte Haus sich in sehr schlechtem Zustand befand. Dafür wurden auch Steine verwendet aus dem Abbruch des Schlosses Huntlosen. 1794 wurde zusätzlich im Amtshofbereich ein Pfortenhaus für Amtsstube, Registratur und Gefängnis gebaut, u. a. aus Kieselsteinen aus dem 1789 abgebrochenen Gefängnisturm. Das Amtshaus wurde lange Zeit als Katasteramt genutzt.
Amtsgericht
Anfänglich gab es das Go- oder Desumgericht von etwa 500 n. Chr. bis 1800. Für die Bürger hatte das Gogericht nach Erlangen der Stadtrechte ab 1544 keine Rolle mehr gespielt. Das Amtsgericht ging nun aus dem örtlichen Amt hervor. Der Amtshauptmann war zugleich der Amtsrichter. Ab 1858 regelte die neue Gerichtsverfassung im Herzogthum Oldenburg das Justizwesen; es folgten Neuregelungen 1879 mit der funktionalen Trennung des Amtsgerichts vom Amt. 1972 wurde das hiesige Amtsgericht geschlossen und dem Amtsgericht Oldenburg zugeordnet. Seit 1991 mit der Wiedererrichtung des Amtsgerichts Wildeshausen steht es in der Delmenhorster Straße 17.
Die Landesdenkmalpflege befand: „... geschichtliche Bedeutung für die Landesgeschichte ... als exemplarischer, sukzessive erweiterter Amtsverwaltungskomplex ...“.